# Rolls-Royce Griffon
Rolls-Royce Griffon är en flygmotor konstruerad och tillverkad av Rolls-Royce. Arbetet påbörjades 1938 på begäran av Amiralitetet om en motor lämplig för Fairey Firefly. Motorn visade sig också vara ett lämpligt alternativ för Supermarine Spitfire. På grund av andra världskrigets utbrott lades utvecklingen på is och man koncentrerade sig i stället på den något mindre Rolls-Royce Merlin och den avancerade 24-cylindriga Rolls-Royce Vulture. Utvecklingen av Vulture drabbades dock av flera bakslag och i början av 1941 återupptog man utvecklingen av Griffon.
Trots att Griffon hade 36% större cylindervolym än Merlin så var den inte nämnvärt mycket större. Tack vare att kamaxlarna och magnettändningen drevs av växellådan framtill på motorn i stället för via remmar baktill så var Griffon till och med kortare än Merlin. Griffon var också Rolls-Royces första motor med ihålig vevaxel för smörjning av vevlagren.
Till skillnad från Merlin, som hade tvåstegskompressor för att inte tappa effekt på hög höjd, konstruerades Griffon från början med en enklare enstegskompressor mer lämpad för låg och medelhög höjd. Först senare versioner av Griffon fick samma kompressor som Merlin-motorerna. En annan skillnad var att Griffon roterade moturs i stället för medurs, något som gjorde att flygplanet ville svänga höger i stället för vänster vid gaspådrag. Griffons högre vridmoment gjorde även gyroeffekterna mer påtagliga. För att åtgärda det konstruerade Rolls-Royce versioner av Griffon med växellåda för kontraroterande propellrar. En Supermarine Spiteful som på försök försetts med kontraroterande propellrar lyckades 1946 uppnå en hastighet av 795 km/h.
Många begagnade Griffon-motorer har hamnat i privata händer där de har trimmats till effekter på över 3 000 hästkrafter. Sådana motorer är populära för tävlingsflygning, offshore racing och traktorpulling.

## Varianter
- Griffon IIB – 1 730 hk (1 290 kW) med enstegs kompressor. Använd i Firefly MK.1 och Spitfire Mk.XII.
- Griffon VI – 1 850 hk (1 380 kW). Som IIB men med högre kompressortryck. Använd i Seafire Mk.XV, Seafire Mk.XVII och Spitfire Mk.XII.
- Griffon 29 – 1 815 hk (1 353 kW). Växellåda för kontraroterande propellrar. Använd i Supermarine Seagull.
- Griffon 57 – 1 960 hk (1 460 kW). Med vatten/metanol-insprutning 2 345 hk (1 749 kW). Använd i Avro Shackleton.
- Griffon 61 – 2 035 hk (1 520 kW) med tvåstegskompressor kopierad från Merlin 61. Använd i Spitfire Mk.XIV.
- Griffon 65 – Samma som Griffon 61 men med annan utväxling. Använd i Spitfire Mk.XIV.
- Griffon 72 – 2 245 hk (1 675 kW). Samma som Griffon 61 men med högre kompressortryck.
- Griffon 74 – Griffon 72 med bränsleinsprutning i stället för förgasare. Använd i Firefly Mk.IV.
- Griffon 83 – Griffon 74 med växellåda för kontraroterande propellrar. 2 340 hk (1 745 kW).
- Griffon 85 – 2 375 hk (1 770 kW). Använd i Spiteful Mk.XIV.
- Griffon 89 – 2 350 hk (1 755 kW). Använd i Spiteful Mk.XV och Seafang.
- Griffon 101 – 2 420 hk (1 805 kW). Använd i Spiteful Mk.XVI.